# Rajon Bychau

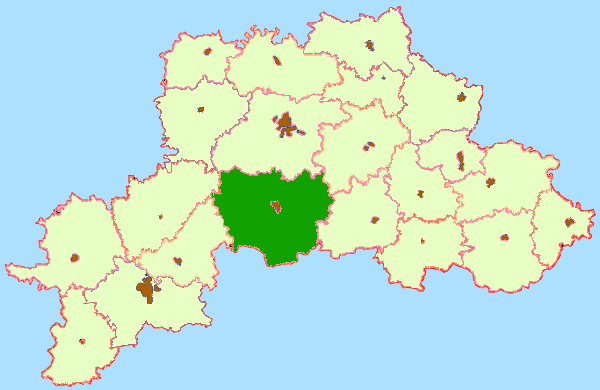
Rajon Bychau, Karte

Der Rajon Bychau (belarussisch Быхаўскі раён; russisch Быховский район) ist eine Verwaltungseinheit in der Mahiljouskaja Woblasz in Belarus mit dem administrativen Zentrum in der Stadt Bychau. Der Rajon hat eine Fläche von 2300 km².

## Geographie
Der Rajon Bychau liegt im Süden der Mahiljouskaja Woblasz. Die Nachbarrajone in der Mahiljouskaja Woblasz sind im Norden Mahiljou, im Nordosten Tschawussy, im Osten Slauharad, im Westen Kirau und im Nordwesten Klitschau. Im Süden verläuft die Grenze zum Rajon Rahatschou in der Homelskaja Woblasz.
Die größten Flüsse sind Dnepr mit den Nebenflüssen Uchljasz, Lachwa, Polna, Babrouka, Makranka, Adamenka und Druz mit dem Nebenfluss Hresa.

## Geschichte
Der Rajon Bychau wurde am 17. Juli 1924 gebildet.